# Chlorid americnatý
Chlorid americnatý je anorganická sloučenina s chemickým vzorcem AmCl2.

## Příprava a struktura
Chlorid americnatý lze připravit reakcí kovového americia s chloridem rtuťnatým při teplotě 300 °C v zatavené křemenné trubici v atmosféře argonu.
Am + HgCl2 → AmCl2 + Hg
Krystalizuje v ortorombické soustavě s mřížkovými parametry a = 8,963 Å, b = 7,573 Å a c = 4,532 Å. V argonové atmosféře je za laboratorní teploty stabilní.